# Henri Saivet
Henri Grégoire Saivet, född 26 oktober 1990 i Dakar, är en fransk-senegalesisk fotbollsspelare.